# Толлмаш, Уильям, 9-й граф Дайсарт
Уильям Джон Маннерс Толлмаш, 9-й граф Дайсарт (англ. William John Manners Tollemache, 9th Earl of Dysart; 3 марта 1859 — 22 ноября 1935) — шотландский пэр и политик. Лорд-лейтенант Ратленда, мировой судья графств Лестершир и Линкольншир.

## Происхождение
Родился 3 марта 1859 года. Единственный сын Уильяма Лайонела Феликса Толлмаша, лорда Хантингтауэра (1820—1872), и Кэтрин Элизабет Камиллы Берк (? — 1896), дочери сэра Джозефа Берка, 11-го баронета.

## Попечители Дайсарт
Лорд Хантингтауэр, отец Уильяма, умер 21 декабря 1872 года, когда Уильяму было 13 лет, оставив после себя значительные долги и претензии к семье. Дед Уильяма, Лайонел Толлмаш, 8-й граф Дайсарт, умер 23 сентября 1878 года, когда Уильяму было 19 лет. Чтобы защитить семейное состояние, Лайонел оставил свое поместье Уильяму, чтобы тот управлял им в течение 21 года. Первоначальными попечителями были братья Лайонела: Элджернон Грей Толлмаш и Фредерик Джеймс Толлмаш, а также зять Фредерика: Чарльз Ханбери-Трейси, 4-й барон Садли.
Фредерик Толлмаш умер в 1889 году, и его попечительство было заменено генерал-майором Чарльзом Эдмундом Уэббером (1838—1904). Элджернон Толлмаш ушел в отставку в 1891 году из-за плохого здоровья и вскоре умер, его место занял банкир из Питершема Джордж Турней Биддульф (1844—1929). Лорд Садели ушел в отставку после банкротства в 1893 году, хотя он продолжал жить в Хэме в Ормели-Лодж. Его заменой с 14 апреля 1896 года стал достопочтенный Стэнхоуп Толлмаш из Норт-Ли. Попечительство длилось с 1878 года по 23 сентября 1899 года. Однако попечители продолжали управлять многими из различных инвестиций, пока лорд Дайсарт не достиг совершеннолетия в 1915 году. Незадолго до смерти Уильяма, с согласия его преемника, управление делами попечителей и интересами графа в поместьях Суррея, Линкольншира и Лестершира было передано Buckminster Estates.

## Брак
19 ноября 1885 года Уильям Толлмаш женился на Сесилии Флоренс Ньютон (1861—1917), дочери эсквайра Джорджа Онслоу Ньютона из Крокстон-Парка, Кембриджшир. У них не было детей. Леди Дайсарт оставила его, вероятно, из-за эксцентричной и сварливой натуры Уильяма, и она жила отдельно в Лондоне . После её смерти он больше не женился.

## Интересы
Резиденцией лорда Дайсарта были Хэм-хаус, Питершем, Ричмонд, Суррей, и Бакминстер-парк, Лестершир. После смерти 8-го графа Дайсарта, с одобрения попечителей, Уильям инициировал реставрационные работы в Хэм-хаусе, который обветшал во времена его деда.
Граф Дайсарт родился слабовидящим и большую часть жизни был слепым, но это не мешало ему вести очень активный образ жизни. Он много путешествовал по Европе, России и Египту. Он также ездил верхом, держа поводья конюха, хотя в 1908 году он упал и вывихнул бедро.
Он был страстным любителем музыки, особенно немецкой оперы, ежегодно ездил на Байрёйтский фестиваль и был президентом Лондонского Вагнеровского общества с 1884 по 1895 год. Он поручил композитору Фердинанду Прегеру написать биографию Рихарда Вагнера — однако споры, возникшие по поводу ее публикации в 1892 году, в конечном итоге привели к тому, что он ушел с поста президента Ассоциации.
Он оставался преимущественно в Хэме, проводя сентябрь-январь в Бакминстере на выходных, на охотничьих вечеринках. После отъезда жены, к нему в Хэме присоединились его племянница миссис Хэк и ее дочери, которые выступали в качестве хозяек продолжающейся серии общественных мероприятий, проводимых там. Одним из многих таких мероприятий, проводимых в Хэме, был бал-выход дочери его старшей сестры Агнес, Венефрид Скотт.

## Карьера
Поместья были расширены под опекой, попечители активно скупали недвижимость и землю в Хэме и Питершеме и вокруг них, в конечном итоге завладев 70 % территории. Поскольку земля под застройку пользовалась спросом по мере расширения Лондона, а сельское хозяйство становилось относительно менее коммерчески привлекательным, Дайсарты в конечном итоге добились успеха в аннулировании прав ламмас на 176 акров (71 га) открытых сельскохозяйственных угодий в Хэме с принятием Закона об открытых пространствах Ричмонда, Питершема и Хэма в 1902 году. Однако вместо строительства большая часть бывших земель ламмас была сдана в аренду с 1904 года компании Ham River Grit Company, и эта территория эксплуатировалась для добычи гравия, чтобы удовлетворить спрос со стороны строительства. Владения графов Дайсарт в соседнем бывшем поместье Кэнбери были широко застроены под жилье по мере расширения Кингстона на север. Ближе к концу Первой мировой войны семья Дайсарт продала часть земли в Хэме правительству для строительства Национального авиационного завода, сданного в аренду сначала компании Sopwith Aviation Company, а затем компании Leyland Motors, что увеличило местный спрос на жилье.

## Смерть и наследование
После его смерти 22 ноября 1935 года графство Дайсарт в системе Пэрстве Шотландии перешло к его племяннице Венефрид Скотт (1889—1975), а британское баронетство унаследовал его троюродный брат сэр Лайонел Толлмаш, 4-й баронет (1854—1952), которому лорд Дайсарт завещал Хэм-хаус.